# Dănciulești
Dănciulești – wieś w Rumunii, w okręgu Gorj, w gminie Dănciulești. W 2011 roku liczyła 296 mieszkańców.